# Підгороднє
Підгоро́днє (до 2025 року — Підгоро́дне) — місто у Дніпровському районі Дніпропетровської області. З 2019 року центр Підгородненської міської громади. Населення становить близько 19 тисяч осіб.

## Назва
Назва міста є формою середнього роду прикметника підгоро́дній («приміський»), спорідненого з іншими застарілими нині словами підгоро́ддя («передмістя») і го́род («місто»). Останнє історично позначає укріплення (фортецю) і сходить до прасл. *gordъ («огороджене місце»; «огорожа»).
1778 року козацькі зимівники, розташовані по обох берегах Кільчені, були об'єднані у військову слободу Підгородня, названу так за близькість до новозбудованого губернського міста Катеринослав (нині Дніпро). Пізніше слобода перетворилася на село Підгороднє (рос. Подгороднее), що його назву подають «Енциклопедичний словник Брокгауза і Єфрона» (1898), «Довідкова книга Катеринославської єпархії» (1914), а також «Правописний словник» Г. Голоскевича (1929).
7 (20) листопада 1917 року, відповідно до Третього Універсалу Української Центральної Ради, увійшло до складу Української Народної Республіки.  
12 жовтня 2024 року Національна комісія зі стандартів державної мови додала Підгородне до переліку населених пунктів, назви яких не відповідають мовним стандартам, і рекомендувала перейменувати місто на Підгороднє. 30 квітня 2025 року, на виконання законодавства про деколонізацію, комітет Верховної Ради України підтримав пропозицію про перейменування міста. 18 червня 2025 року місто офіційно перейменоване на Підгороднє.
За словами Сергія Волинця, члена Робочої групи з подолання наслідків імперської та тоталітарної політики в Дніпропетровській області, деякі філологи вважають, що назва міста має російський корінь -город-. Проте відомо, що слово «го́род» побутує в українській мові з княжих часів і є псевдоросіянізмом, який широко вживався в староукраїнській і новій літературній мові до початку XX століття.

## Географія
Місто Підгороднє розташоване у центральній частині області на берегах річки Кільчень біля її впадіння у річку Самара. Географічна зона — Придніпровська низовина. Висота над рівнем моря у місті — 55-60 метрів.
Підгороднє є північним передмістям Дніпра. На відстані 10 кілометрів на північ розташоване інше велике місто області — Самар.

## Історія
В місцевості, де розташоване Підгороднє, на березі Кільчені були виявлені кургани епохи міді—бронзи, які відносяться до трипільської культури, а також скіфів, сарматів і кочівників 11—14 століть. Розкопки проводились I. Ковальовою у 1973 році.
Перші відомі поселення виникли на території сучасного Підгородного на початку 17 століття. Спершу тут були зимівники козаків та військової старшини із запорізького містечка Стара Самара, відом приблизно з 1600 р. як Богородицькі хутори. У 1688 році після спорудження на місці Старої Самари Богородицької (Усть-Самарської) фортеці і заснування там російської колонії-посаду сюди переселилося багато козаків.
За Прутською угодою 1711 року, Усть-Самарська фортеця була зруйнована і російські війська відступили за річку Оріль. До 1735 року ці землі були під протекторатом Кримського ханства, а тоді знову перейшли до Російської імперії.
Після зруйнування 1775 року Запорізької Січі цю місцевість знову заселили запорожці.
У 1776 році, при впадінні річки Кільчень в річку Самару, за розпорядженням Азовської губернської Канцелярії, було вирішено заснувати місто Катеринослав (так званий Катеринослав І або Кільченський).
У 1778 році запорозькі хутори були об'єднані у державну військову слободу Підгородну. Назва була пов'язана із розташуванням поблизу губернського міста Катеринослава — «під го́родом». Населення слободи у 1782 році становило 896 осіб.
У 1784 році через несприятливі кліматичні умови й часті хвороби, за наказом Катерини ІІ Катеринослав перенесли на правий, більш високий та сухий берег Дніпра, а Катеринослав І перейменувати у Новомосковськ — центр Новомосковського повіту. Це сповільнило розвиток Підгородного, яке мало бути частиною Катеринославу Кільченського.
1789 року ближче до гирла Кільчені було засновано німецьку колонію Кронгартен, яка поширилась і на прилеглий острів між Самарою і Кримкою.
Козацьке населення слободи було включене до Катеринославського козацького війська, після його ліквідації у 1796 році військових жителів Підгородного переселили на Кубань, а решта отримали статус державних селян.
За переписом 1826 року в Підгородному налічувалось 180 дворів з населенням 1 044 жителі.
У 1856 році прокладено перше у Катеринославській губернії кам'яне шосе довжиною 9 верст між Катеринославом і Підгородним.
У 1886 році Підгородне було центром Підгороднянської волості Новомосковського повіту з 3328 мешканцями, 543 дворами. Тут було волосне правління, православна церква, єврейський молитовний будинок, школа, пошта (поштова станція), 3 готелі, 4 магазини (лавки), ярмарок, базар щосереди й щоп'ятниці.

### Новий час
Напередодні Першої світової війни в Підгородному налічувалось 1 170 дворів і 7 831 житель.
Під час Першої світової війни і революційних подій 1917–1920 років Підгородне захоплювали військові частини Червоної Армії, німецько-австрійські війська, частини білогвардійської армії генерала Денікіна. На початку 1920 року у селі встановлено радянську владу.
До Підгородного було включено територію німецької менонітської колонії Кронсгартен, яку жителі покинули перед приходом до влади більшовиків.
За адміністративним поділом УРСР 1923—1932 років село Підгородне входило до складу Новомосковського району Катеринославської (згодом — Дніпропетровської) округи. У 1938 році увійшло до складу новоутвореного Дніпропетровського району (зараз — Дніпровський район. Тоді ж Підгородному було надано статус селища міського типу.
Протягом 20—30-х років під час колективізації у Підгородному створювались колгоспи. На 1940 рік у селищі їх було 5, найбільший з яких ім. Ульянова. Селище було електрифіковане і радіофіковане. Тут був клуб, 6 магазинів, амбулаторія. У 1930 році в Підгородному було побудовано аеродром, який до 1951 року був основним аеропортом Дніпропетровська.
Під час німецько-радянської війни село було окуповане німецькими військами з серпня 1941 по вересень 1943 року. Після війни відбулося об'єднання колгоспів та реорганізація у радгосп «Підгородний», головним завданням якого було забезпечення овочами сусіднього Дніпропетровська. Головою Підгородненської селищної ради з 1937—1941 і 1944—1969 роках була Явдоха Василівна Таран.
У 1981 році Підгородному надано статус міста. У 1987 році південно-західний житловий масив міста Підгородне виділений в окремий
населений пункт — селище Ювілейне (2016 року перейменоване в Слобожанське), яке стало адміністративним центром Дніпропетровського району. За переписом 1989 року у Підгородному мешкало приблизно 19500 осіб.

## Населення

### Національний склад
Розподіл населення за національністю за даними перепису 2001 року:
| Національність  | Відсоток |
| --------------- | -------- |
| українці        | 91,69%   |
| росіяни         | 6,91%    |
| білоруси        | 0,40%    |
| цигани          | 0,19%    |
| азербайджанці   | 0,16%    |
| молдовани       | 0,11%    |
| німці           | 0,10%    |
| інші/не вказали | 0,44%    |

### Мова
Розподіл населення за рідною мовою за даними перепису 2001 року:
| Мова            | Чисельність, осіб | Відсоток |
| --------------- | ----------------- | -------- |
| Українська      | 16 307            | 91,73%   |
| Російська       | 1 417             | 7,97%    |
| Білоруська      | 15                | 0,08%    |
| Циганська       | 5                 | 0,03%    |
| Вірменська      | 4                 | 0,02%    |
| Румунська       | 3                 | 0,02%    |
| Болгарська      | 1                 | 0,01%    |
| Польська        | 1                 | 0,01%    |
| Німецька        | 1                 | 0,01%    |
| Інші/Не вказали | 24                | 0,12%    |
| Разом           | 17 778            | 100%     |

## Економіка
Найвідоміше підприємство міста — ЗАТ «Ерлан», виробник безалкогольних напоїв під торговою маркою Біола. Також працює багато підприємств торгівлі, сфери побуту, дрібних виробничих фірм, селянських фермерських господарств.

## Інфраструктура
У Підгородному є чотири загальноосвітні школи, міська лікарня, три дошкільних навчальних заклади, районний будинок культури, історико-краєзнавчий музей, Центр Кобзарського мистецтва.
Існує транспортне сполучення приміським транспортом із Дніпром.
Через Підгороднє проходять автошляхи E50 (М30), М18, О040410 і дві гілки Придніпровської залізниці. Дві залізничні платформи Підгородня і Березанівка.
19 квітня 2021 року міська та обласна влада в ході обговорення домовилася у майбутньому запустити новий тролейбусний маршрут на автономному ході з центру міста Дніпро (вул. Європейська) до Підгороднього. До речі, перша тестова поїздка на арендованому тролейбусі Дніпро Т203 (№ 1002) відбулася 11 листопада 2017 року. Поїздка була екскурсійно-випробувальною, яку організувала група активистів з Дніпра. Маршрут тролейбуса склав 34,5 км, з яких на автономному ході тролейбус подолав 14 км.

## Культура

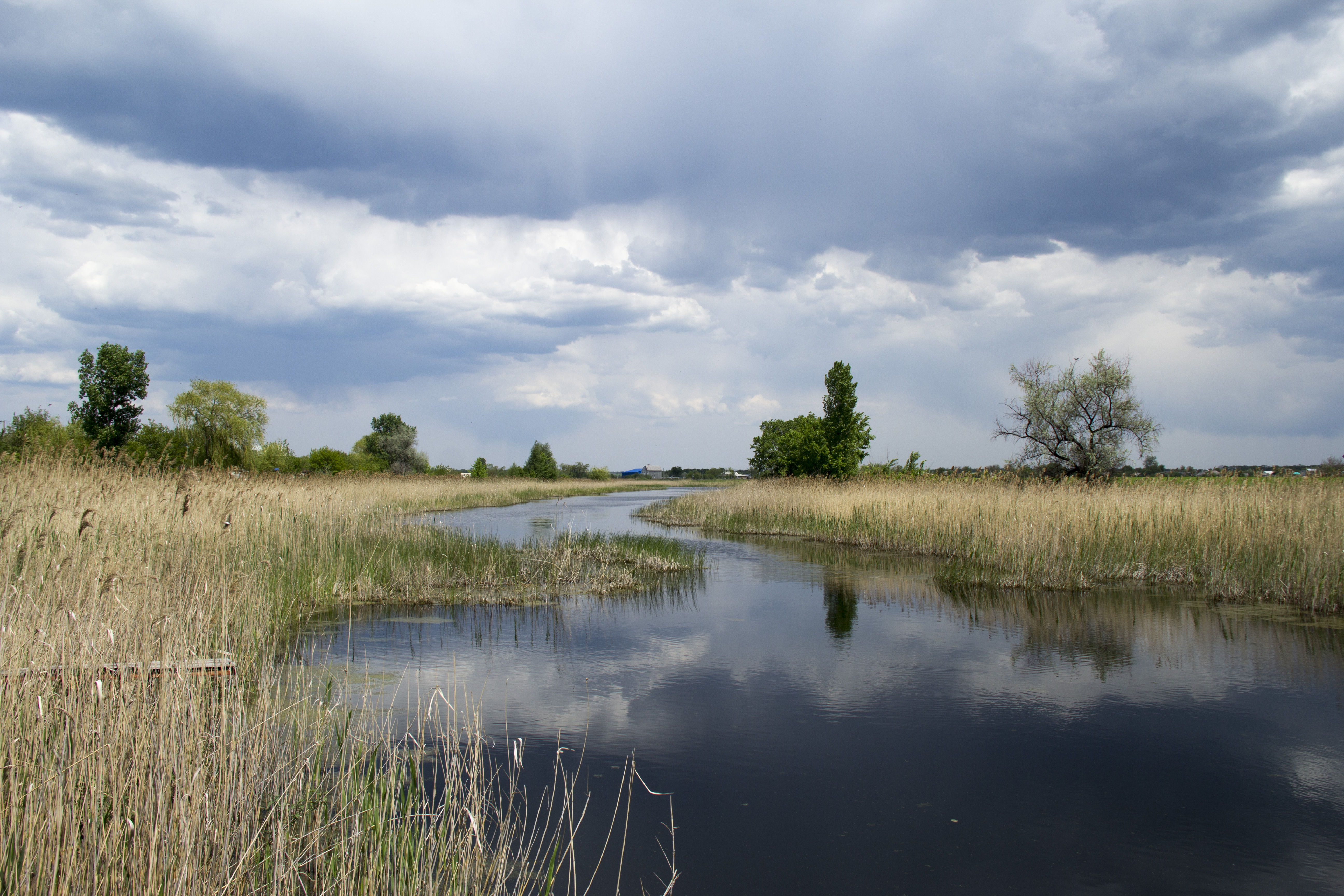
Кільченський заказник

### Кобзарство
Яскравою сторінкою культури м. Підгороднє були кобзарі Іван Ляшенко (Старченко), Іван Савович Бут, Олексій Семенович Коваль, Олександр Ананійович Солодкий, Василь Никифорович Чумак, Григорій Мартинович Паленко, Іван Опанасович Скотаренко.
І. С. Бут, О. С. Коваль, О. О. Солодкий самі майстрували бандури. В часи перебудови Іван Скотаренко та Леся Коваль були делегатами установчого та першого з'їздів кобзарів України. Їх прийняли в Спілку кобзарів України.

### Пам'ятки
- Поблизу міста в долині Кільчені та її схилах у 1974 році створено ландшафтний заказник загальнодержавного значення — «Кільченський», площею 100 га. Також неподалік знаходиться ландшафтний заказник місцевого значення Отченашкові наділи.
- Народний історико-краєзнавчий музей ім. О. С. Коваля. Музей заснований Олексою Ковалем у 1967. В даний час в музеї налічується більше 2000 експонатів. Розміщені вони у трьох залах. Завідувач музею — Лариса Омельченко.[25]

## Релігія
У місті Підгородньому розташовані наступні сакральні споруди релігійних громад: 
- Храм Святителя Миколая ПЦУ (вул. Кобзарська, 31-Ц);

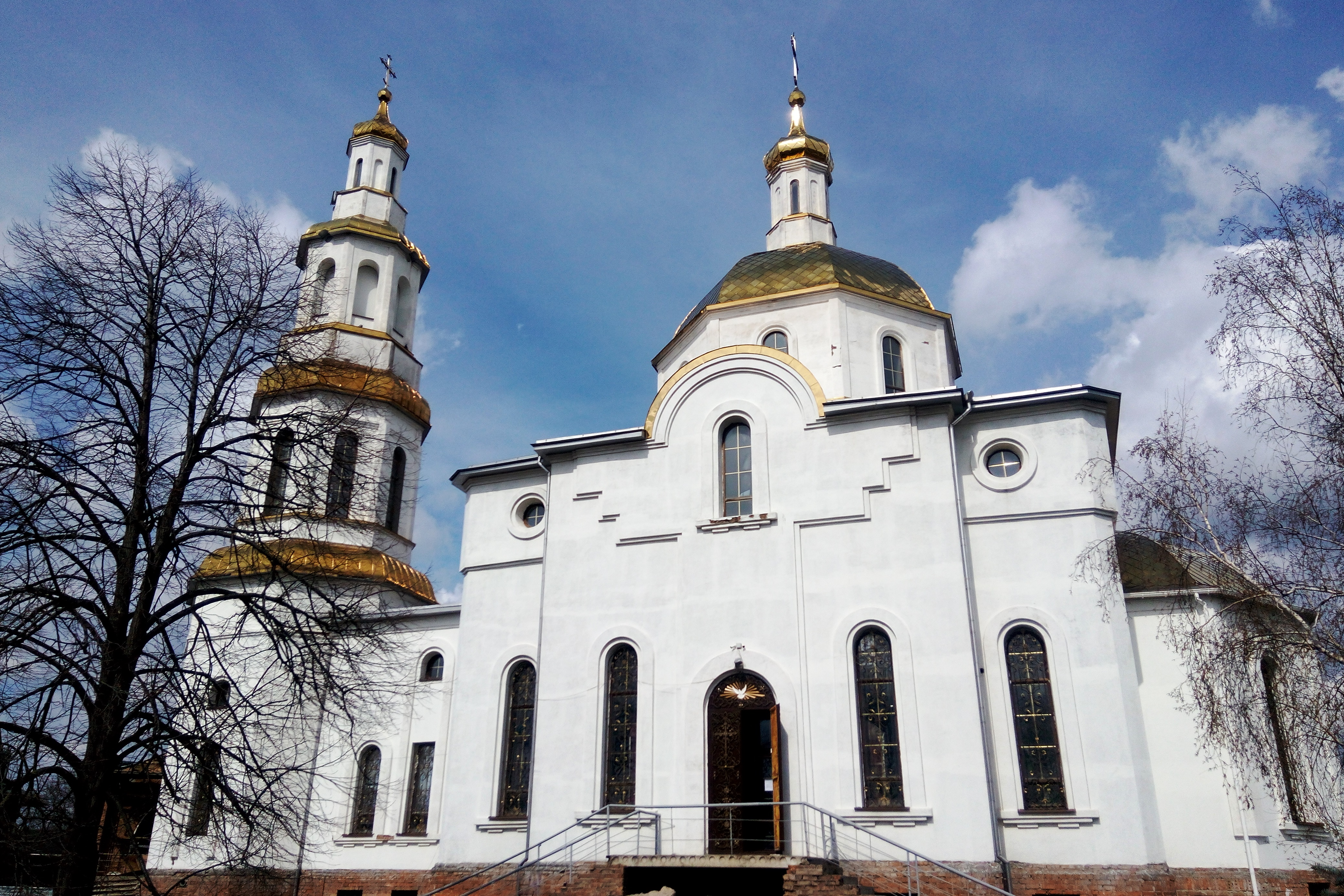
Свято-Іоанно-Богословський храм (вул. Центральна, 43);
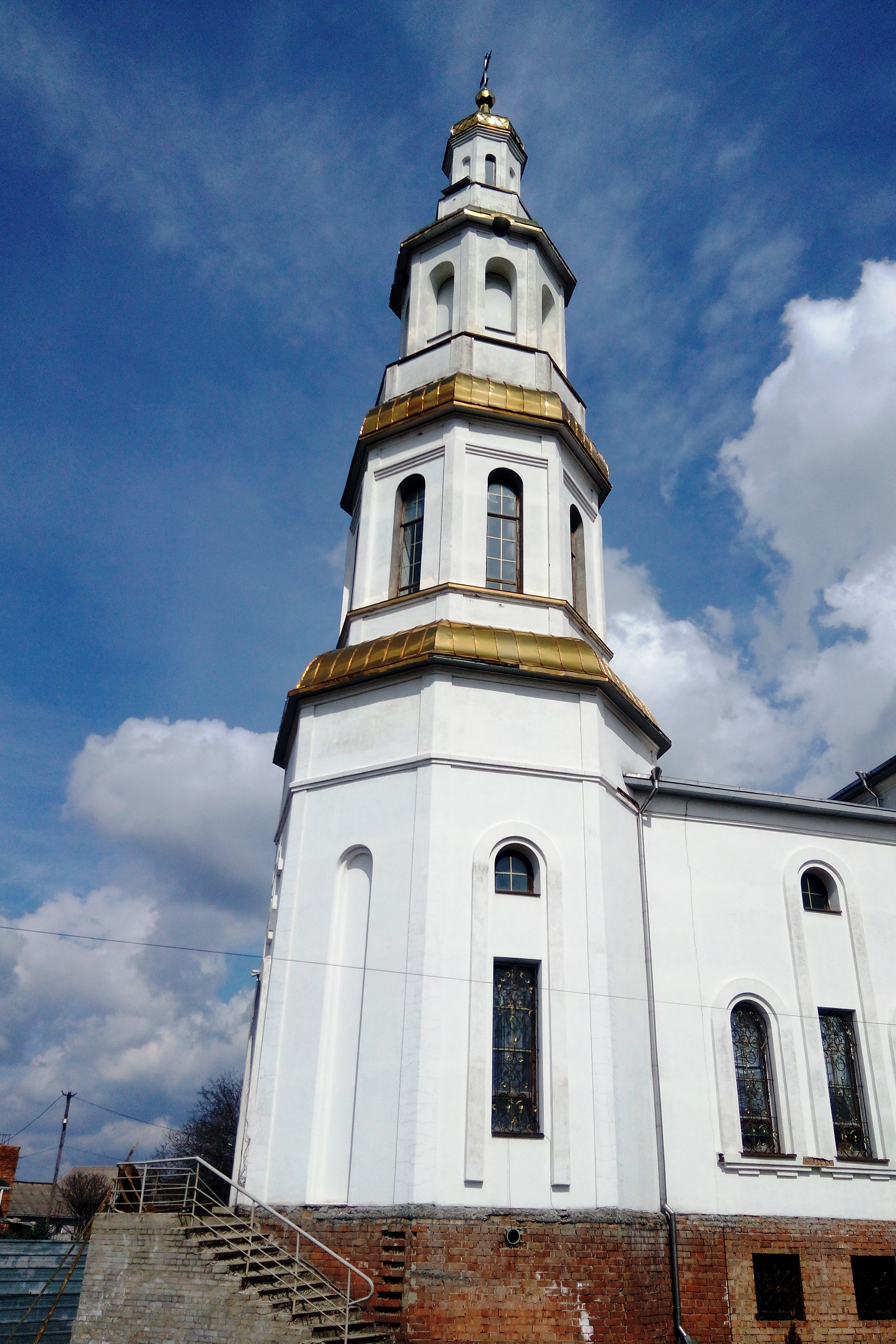
Дзвіниця храму
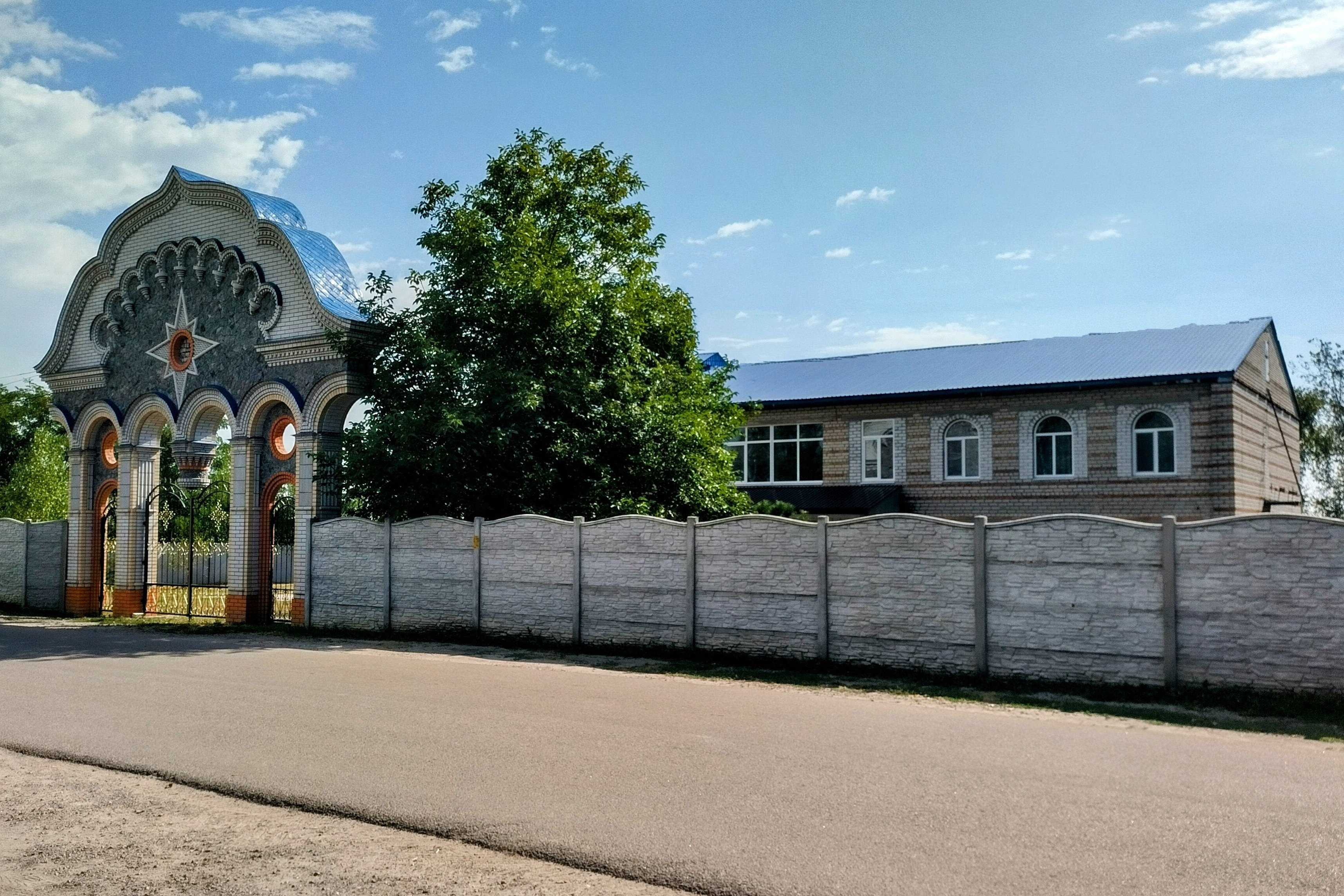
Храм Святого праведного Іоанна Кронштадтського (вул. Шосейна, 90-Б);
- Храм Різдва Іоанна Хрестителя (вул. Робоча, 4-А);
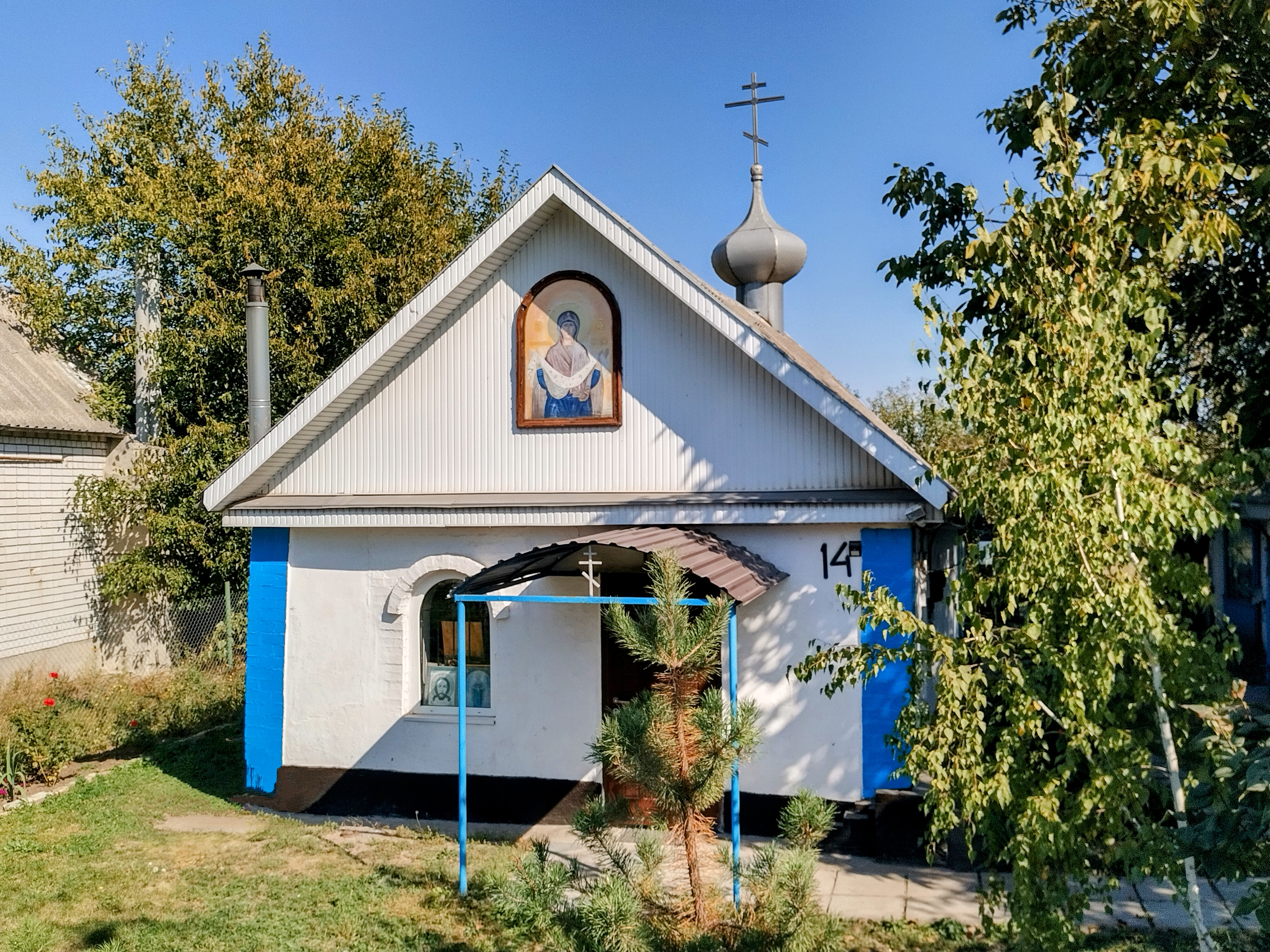
Храм Покрови Пресвятої Богородиці (вул. Поштова, 14).   - Свято-Іоанно-Богословський храм
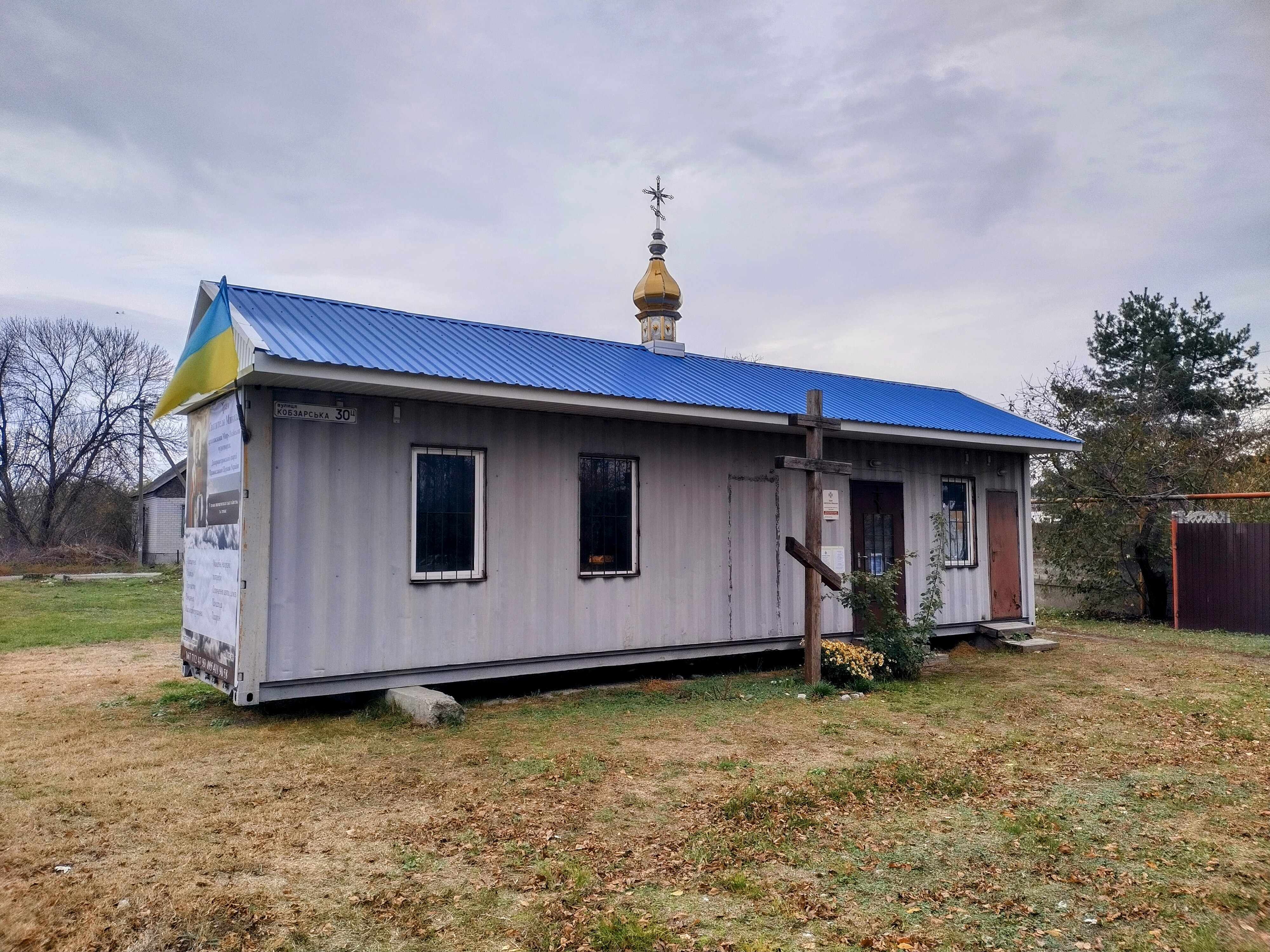
Храм Святителя Миколая ПЦУ
  - Дзвіниця храму
  - Храм Різдва Іоанна Хрестителя
  - Храм Покрови Пресвятої Богородиці
  - Храм Святителя Миколая ПЦУ

## Відомі люди
Відомі уродженці Підгородного:
- Довгаль Анатолій Олександрович (1959—2017) — старший сержант Збройних сил України, учасник російсько-української війни.
- Драган Олексій Анатолійович (1981—2014) — сержант Збройних сил України, учасник російсько-української війни.
- Клименко Петро Миколайович (нар. 1954) — композитор і співак, заслужений діяч мистецтв України.
- Коваль Олекса Семенович (1910—1978) — бандурист.
- Муха Степан Несторович (1930—1993) — голова КДБ УРСР.
- Неймарк Ізраїль Овсійович (1907—1997) — український радянський фізико-хімік, фахівець з колоїдної хімії, доктор хімічних наук.
- Савчук Андрій (1978—2014) — боєць Добровольчого батальйону патрульної служби міліції особливого призначення «Дніпро-1». Загинув у бою під Іловайськом.
- Спицький Василь Єгорович (1918—2005) — український історик.
- Філіповський Юрій Володимирович (1987—2014) — український прикордонник, учасник російсько-української війни.
- Хомяк Тимофій Володимирович (нар. 1978) — музикант, фронтмен гурту Вертеп, продюсер, громадсько-політичний і культурний діяч, учасник російсько-української війни, лейтенант Збройних сил України.
- Шевченко Володимир Павлович (1941—2024) — ректор Донецького національного університету (1986—2010), академік НАН України, Герой України.
- Драган Владислав Олександрович (1999 — 2022) — солдат, Національна гвардія України. Загинув 27 березня 2022 року під час оборони міста Маріуполь на Донеччині Битва за Маріуполь (2022)

## Галерея

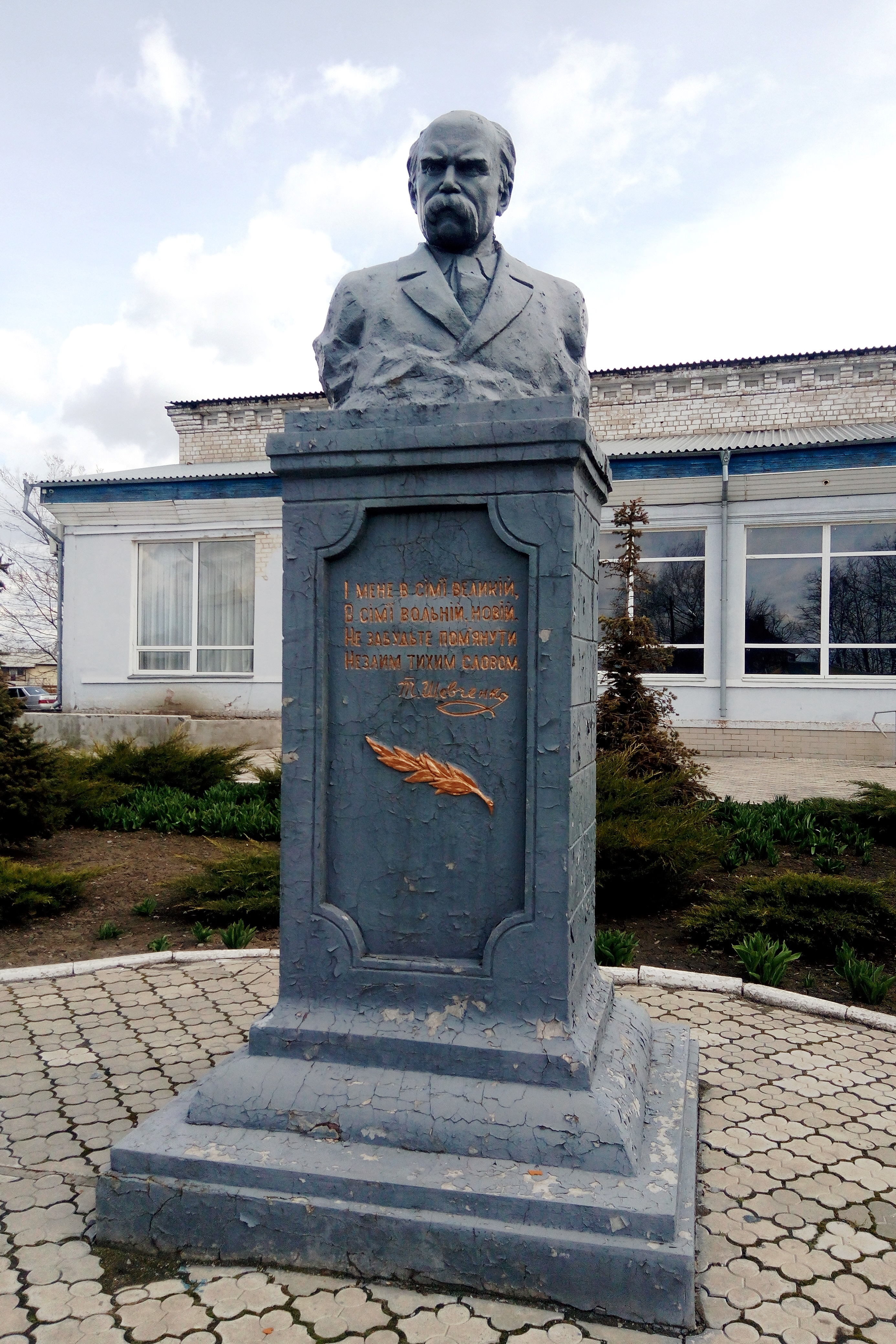
Погруддя Тараса Шевченка
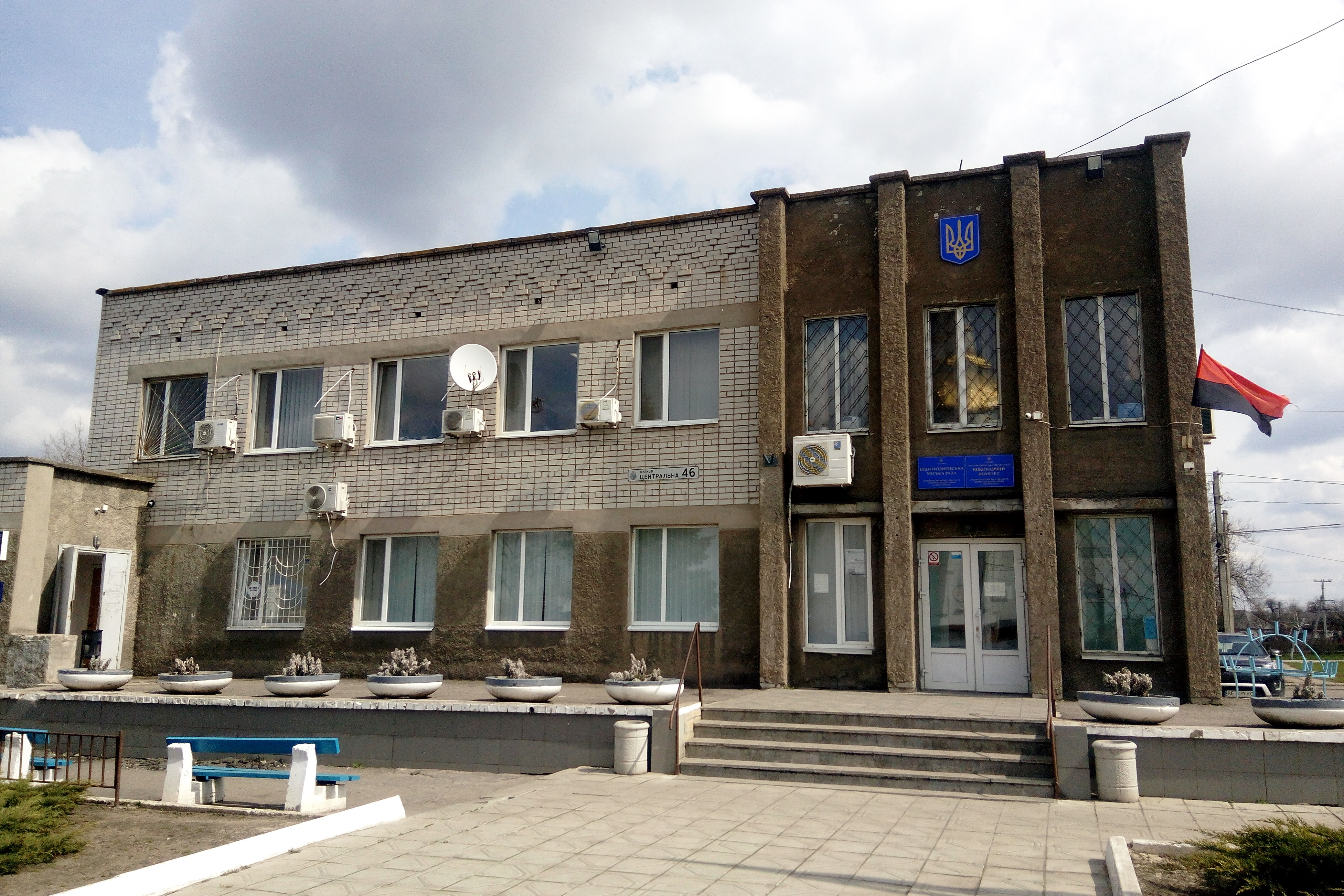
Міська держадміністрація
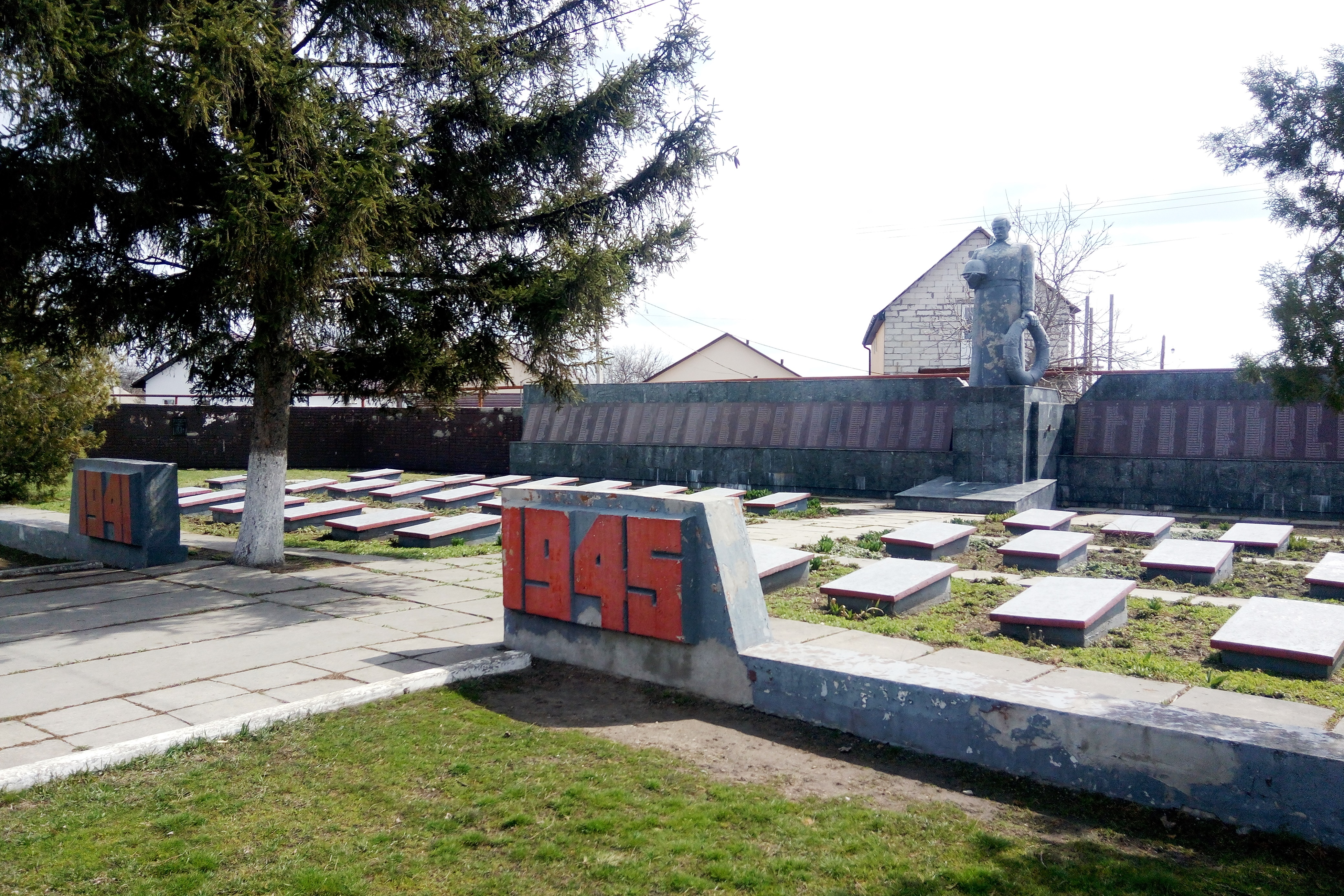
Меморіал загиблим радянським воїнам
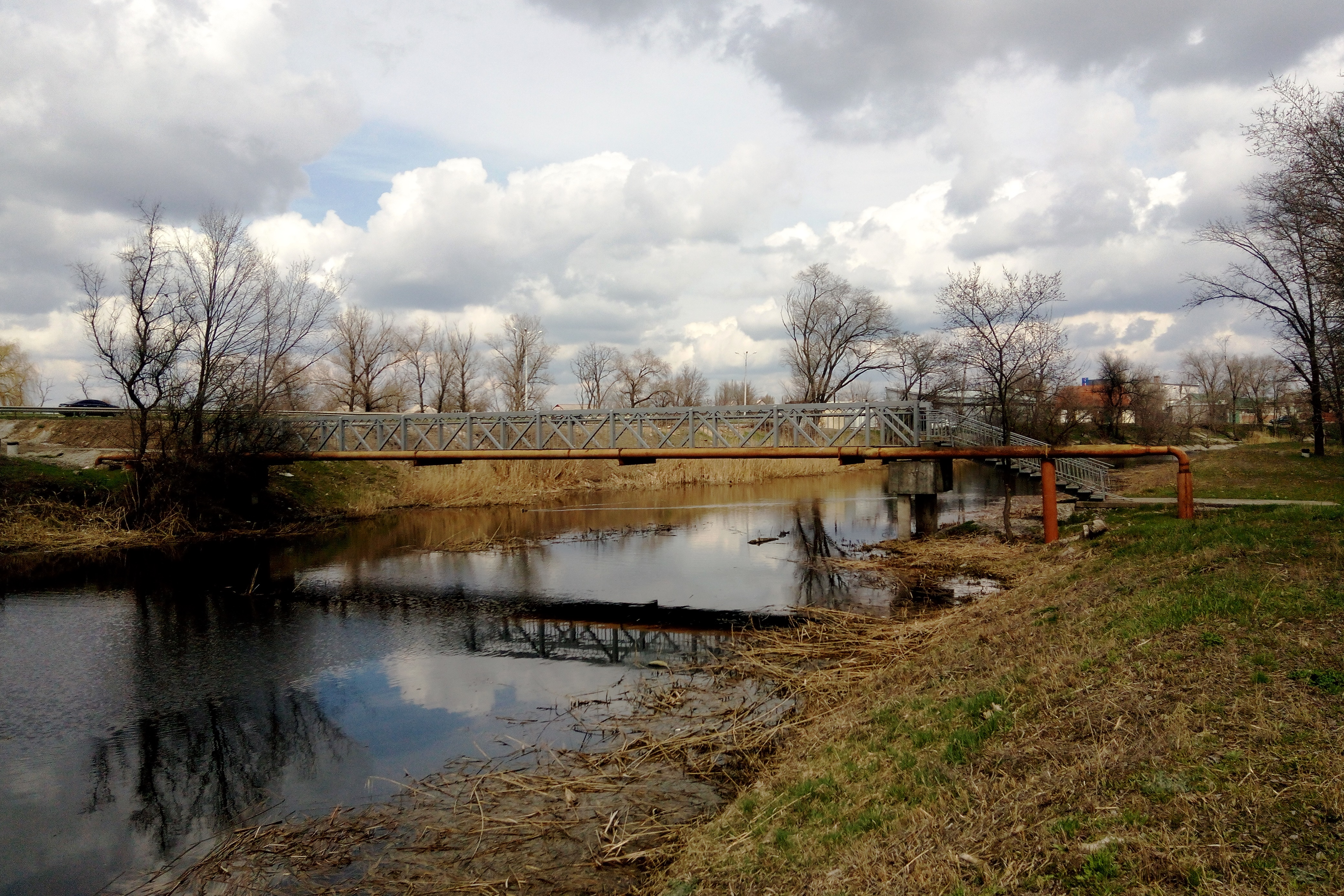
Вид на міст через Кільчень
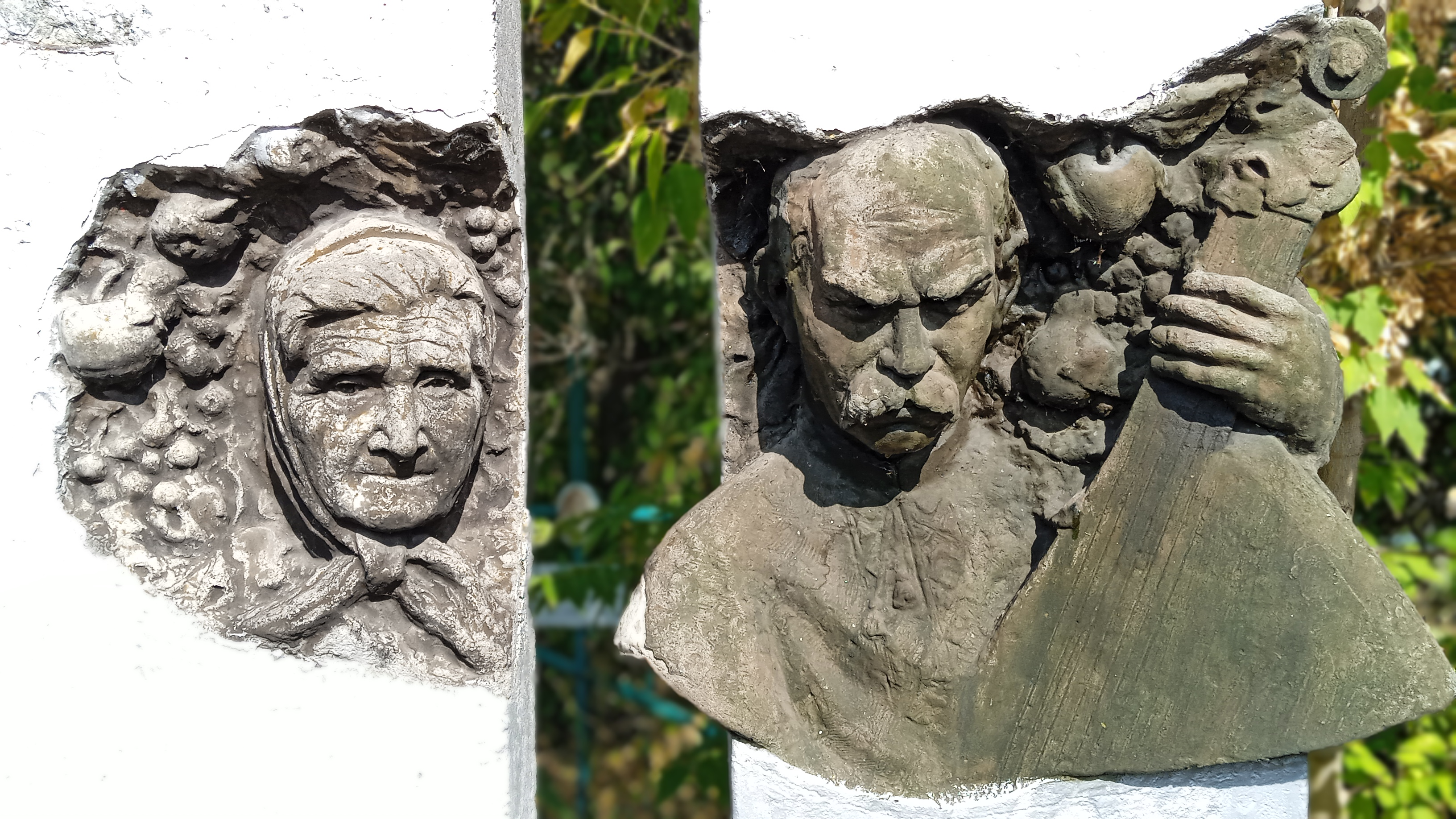
Барельєф "Олекса Коваль - бандурист"
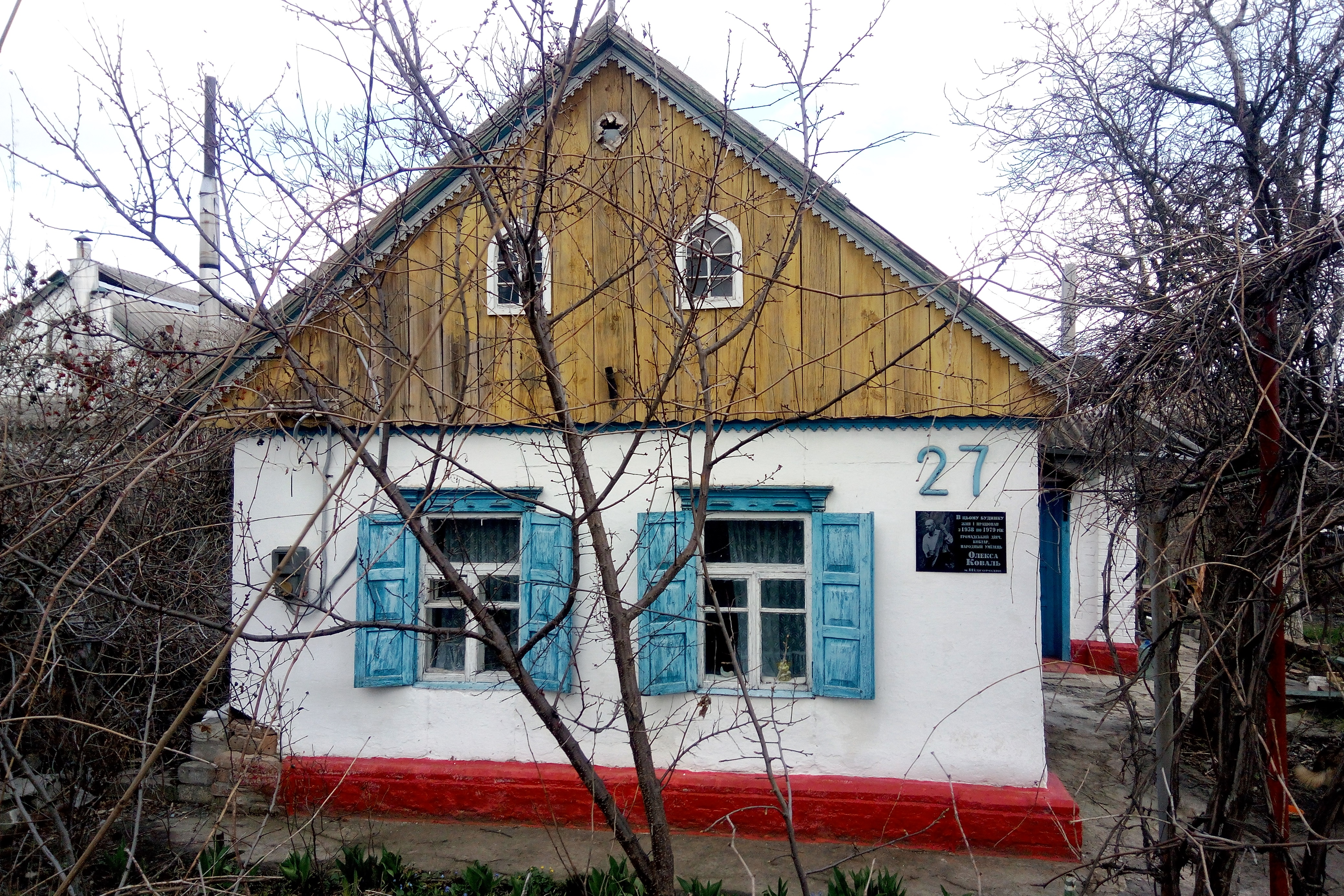
Будинок в якому 1938-1979 рр. жив і працював Олекса Коваль
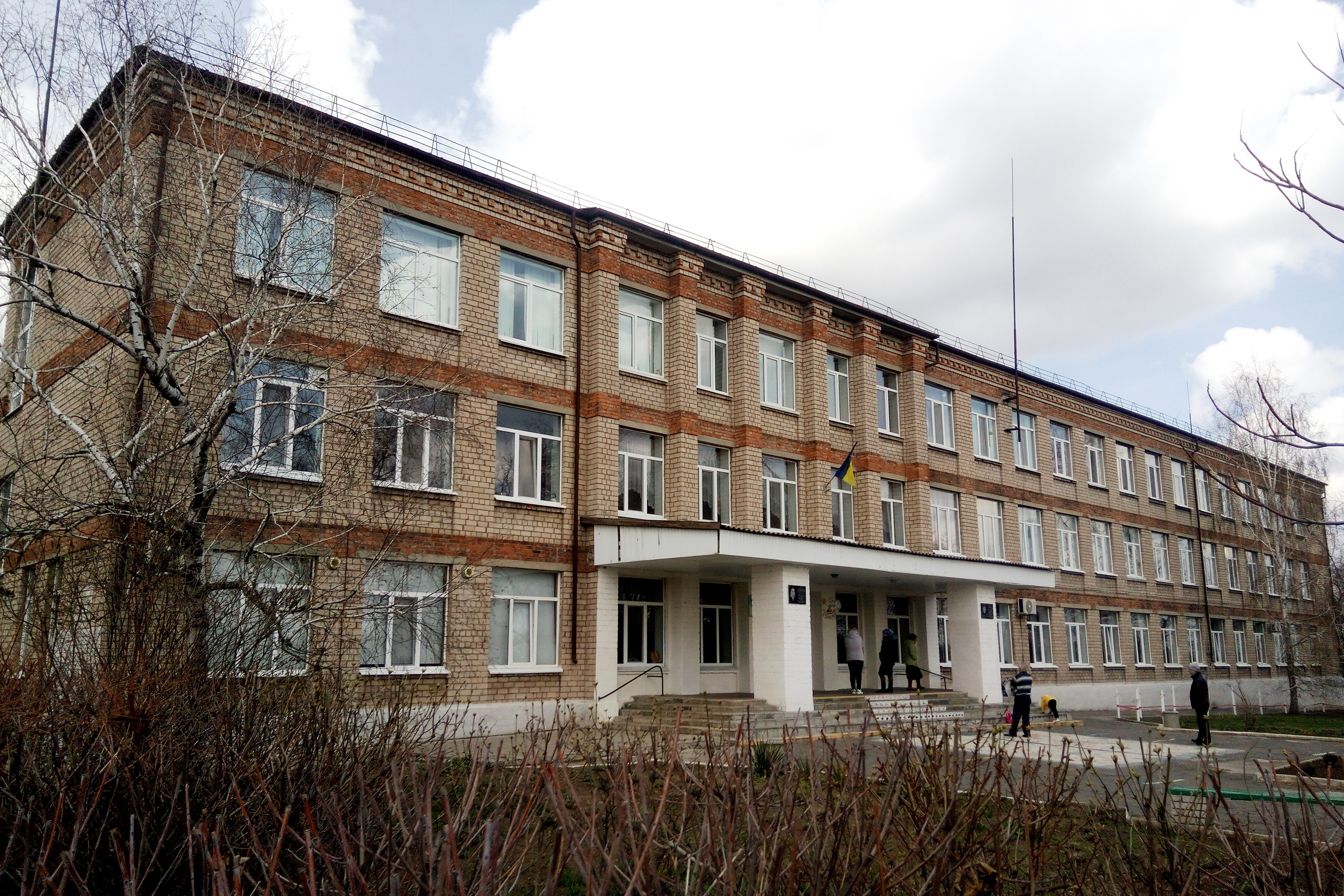
Середня ЗОШ №1
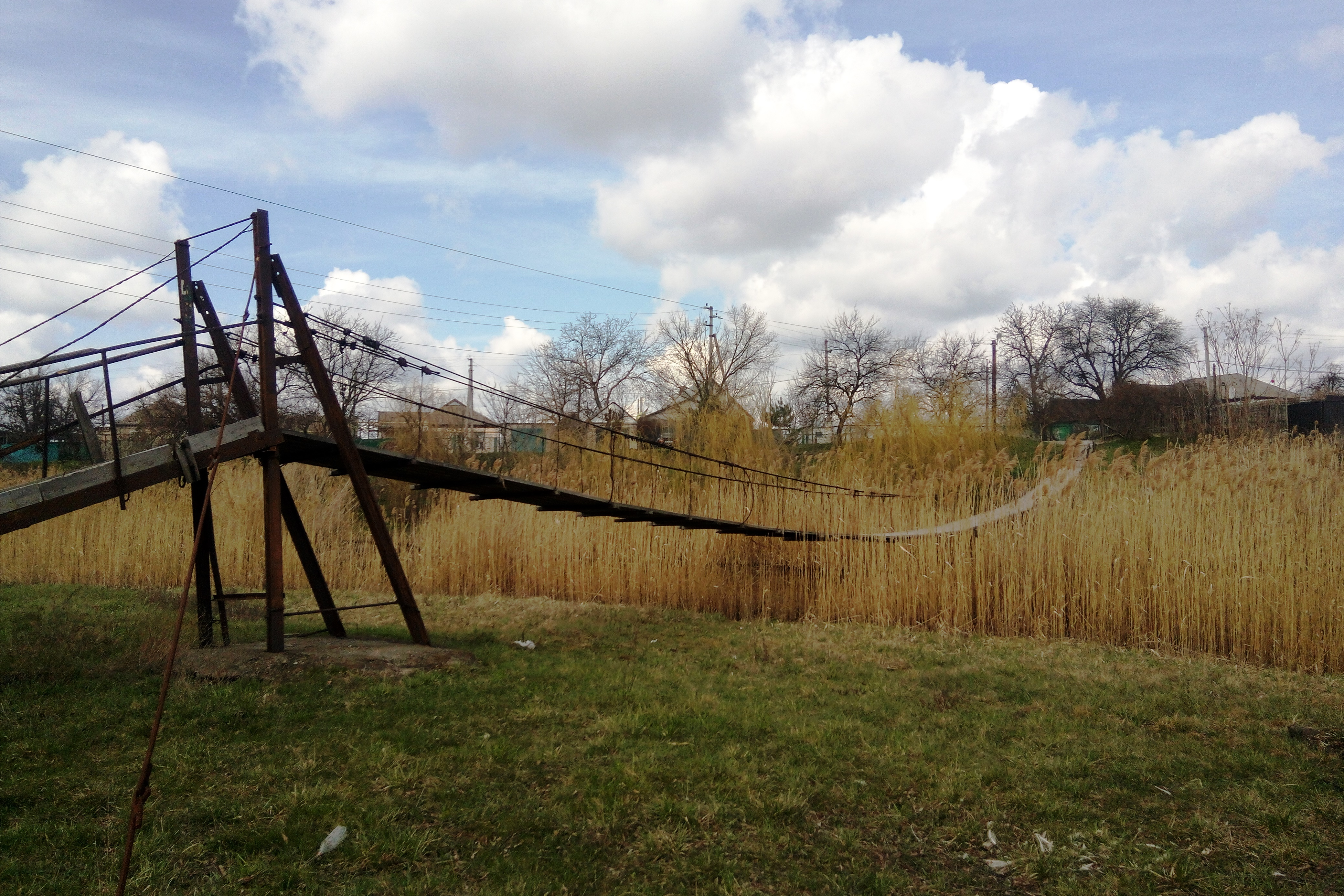
Підвісний міст
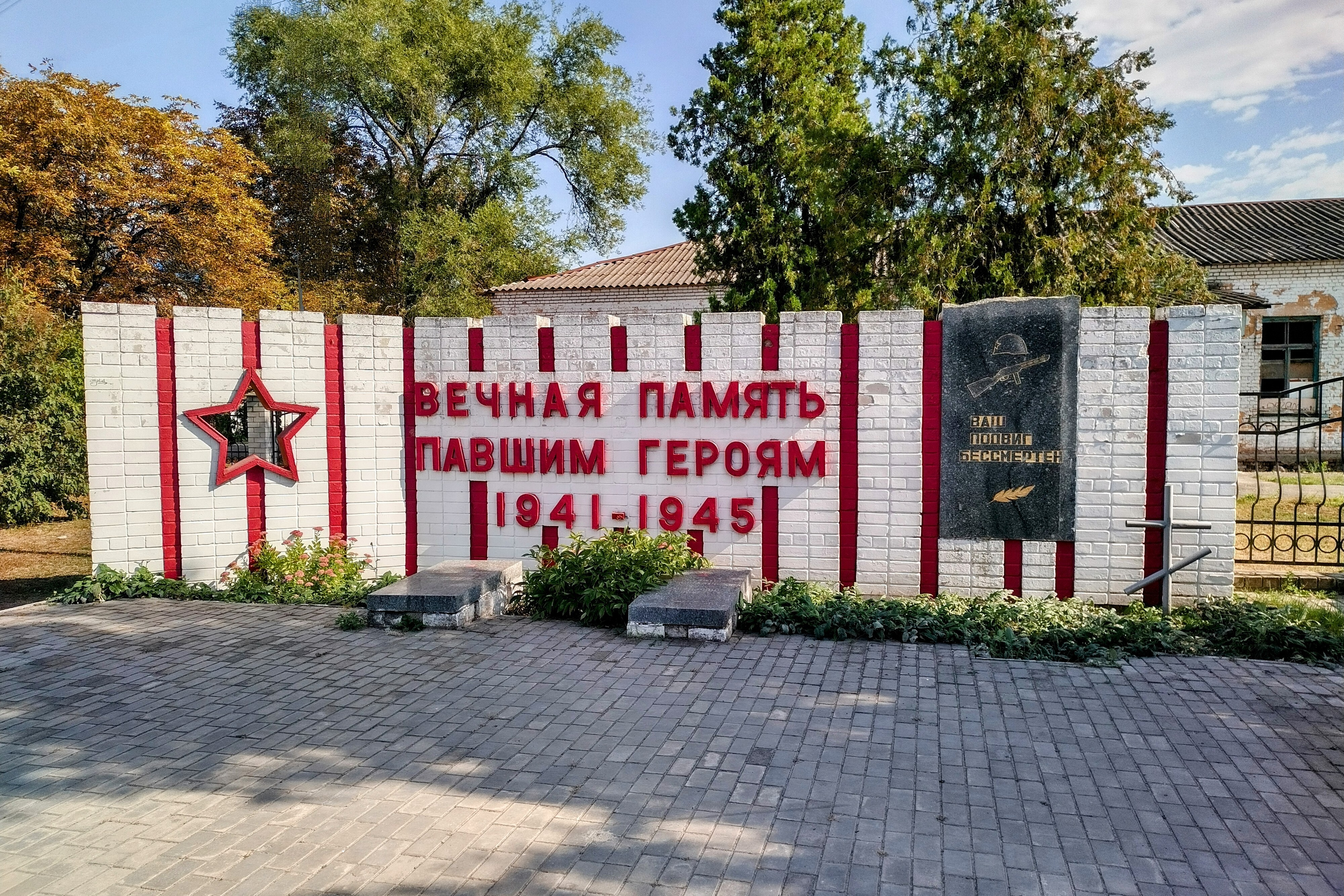
Військовий меморіал біля ліцею № 3
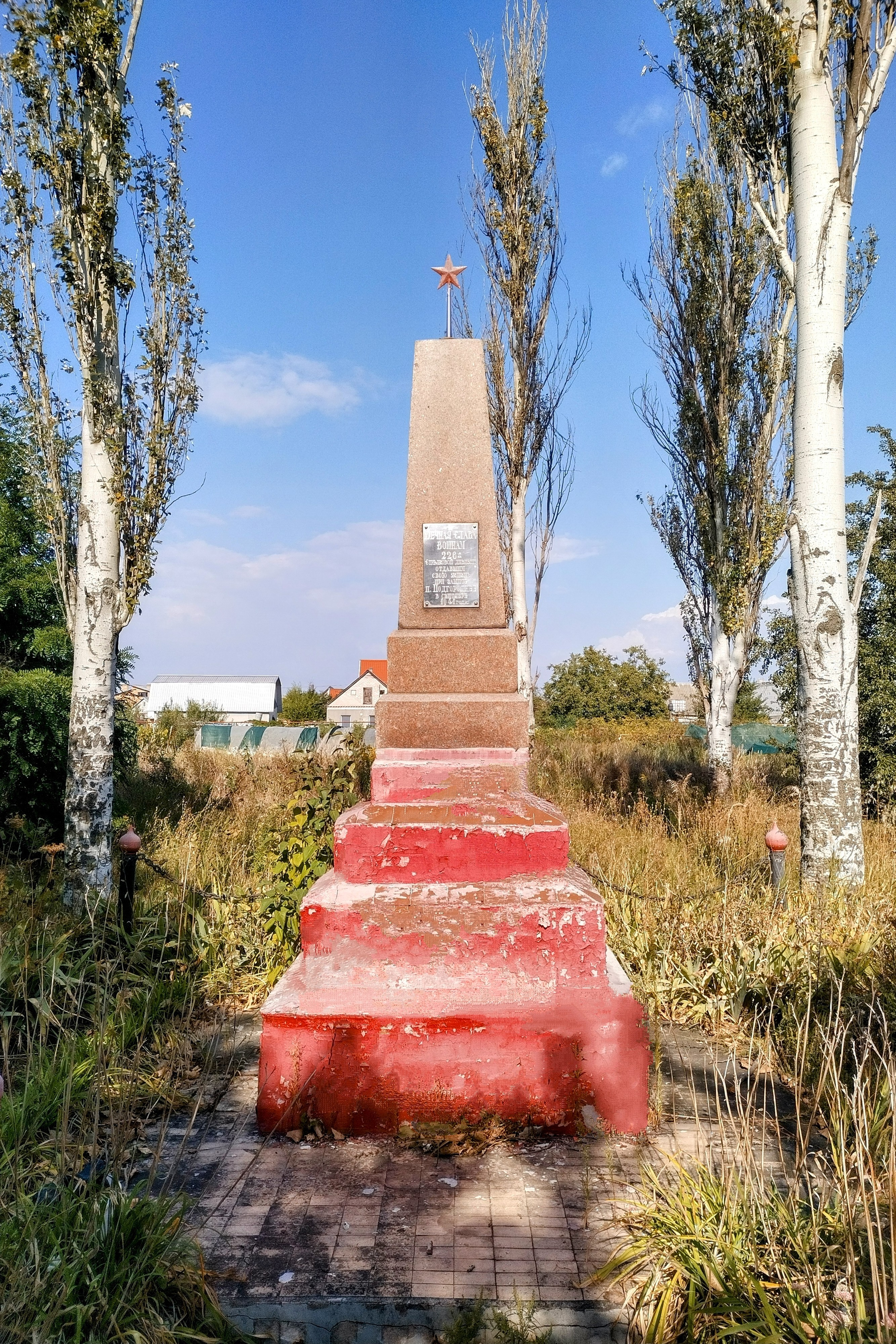
Військовий меморіал загиблим оборонцям Ломівського плацдарму
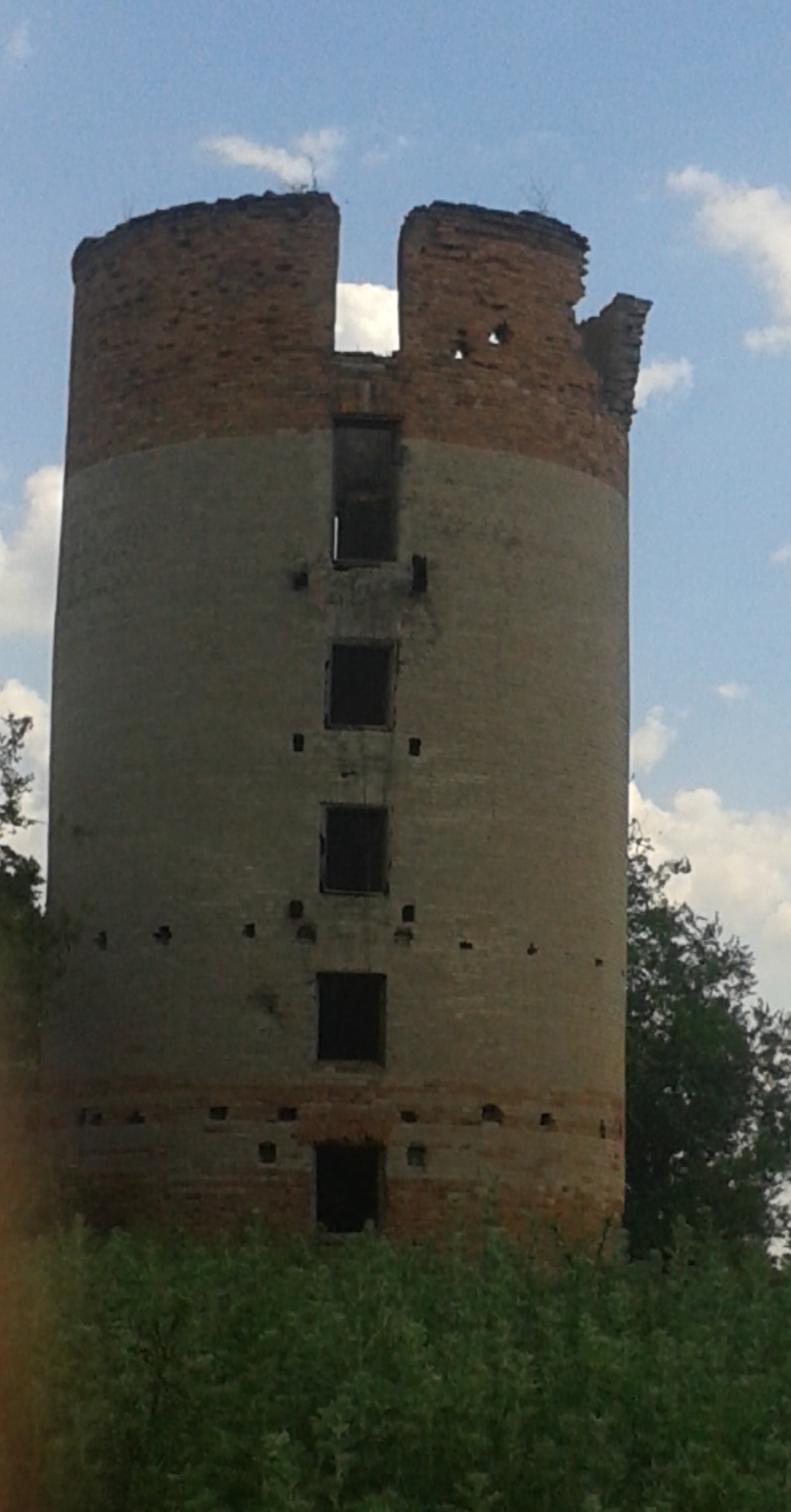
Вежа колонії Кронсгартен
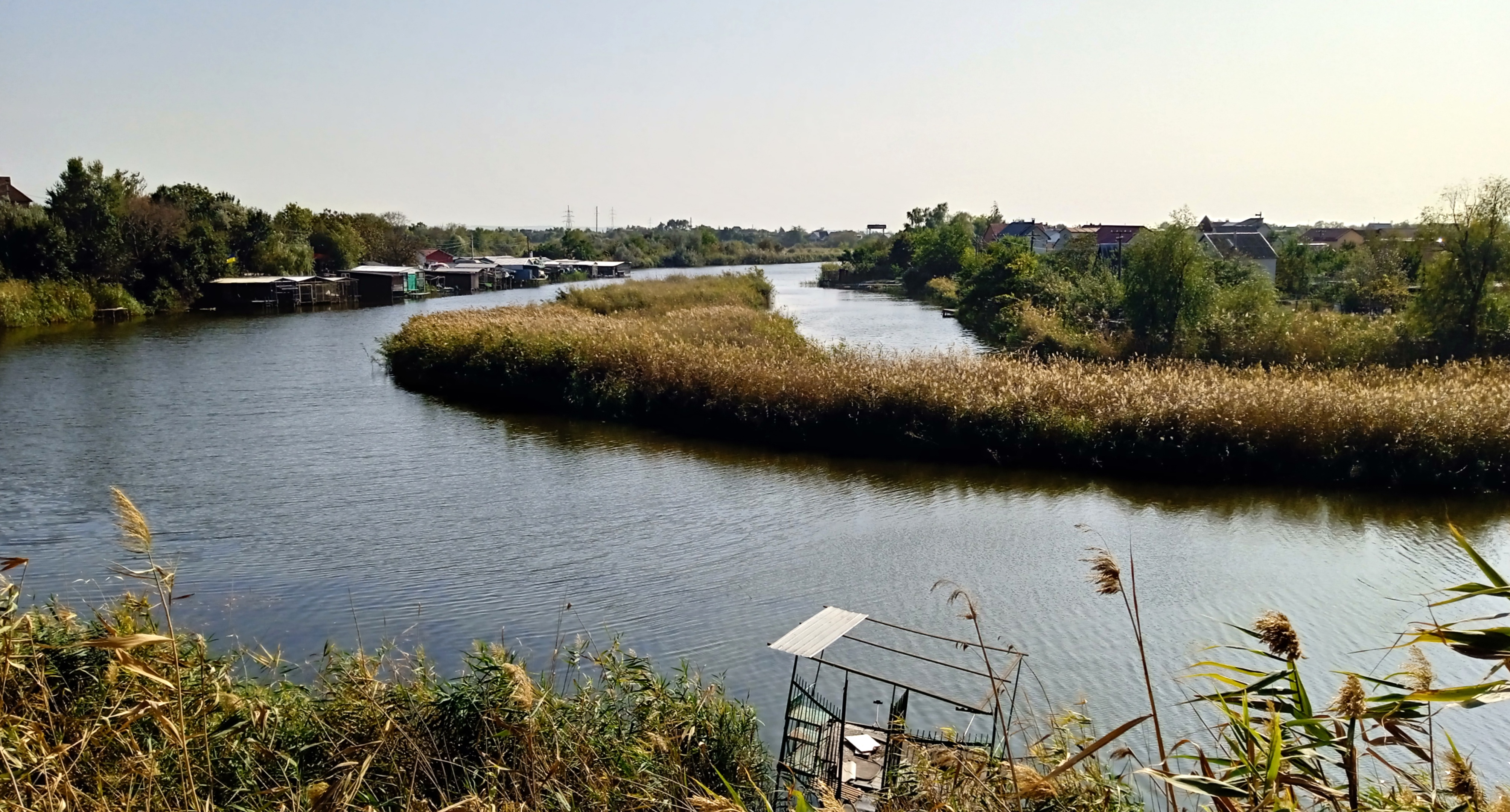
Кільчень
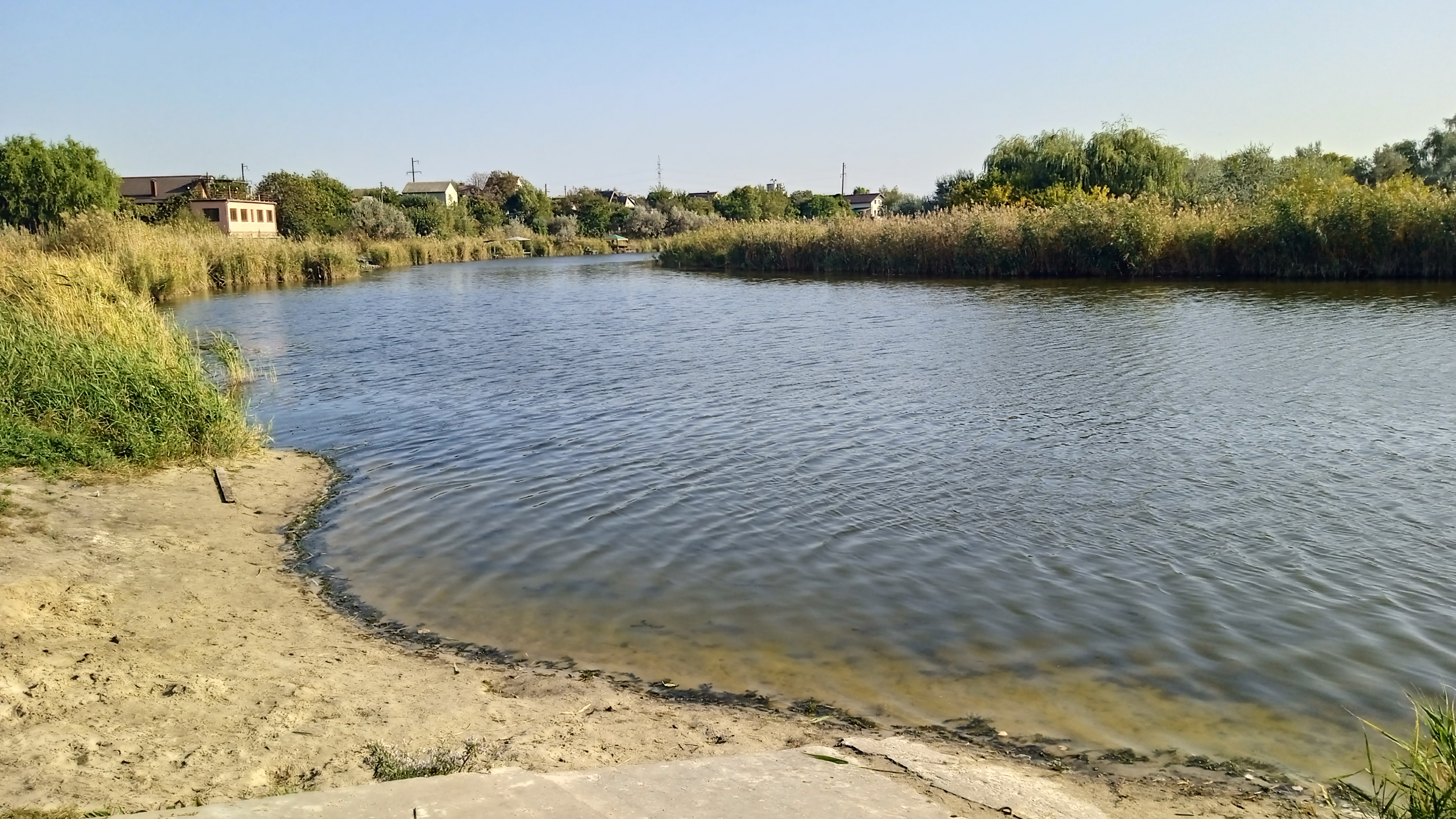
Кільчень